# Alpino (F594)
Alpino (F594) es una fragata en servicio de la Armada italiana. Fue construida por el programa de fragatas multipropósito FREMM.

## Historial operativo
Tras la botadura, el barco fue trasladado al astillero de Fincantieri en Lerici para completar el acondicionamiento y, tras la finalización de las pruebas en el mar, el barco Alpino fue entregado oficialmente a la Armada el 30 de septiembre de 2016 tras una ceremonia celebrada en el astillero Fincantieri de Muggiano en La Spezia. La fragata es la quinta unidad italiana del programa FREMM y la cuarta y última unidad de la serie en configuración antisubmarina.